# David Mark Berger
David Mark Berger (hebräisch דוד מרק ברגר; * 24. Juni 1944 in Shaker Heights, Ohio, Vereinigte Staaten; † 6. September 1972 in Fürstenfeldbruck, BR Deutschland) war ein amerikanisch-israelischer Gewichtheber, der beim Münchner Olympia-Attentat von palästinensischen Terroristen ermordet wurde. Bei den Olympischen Sommerspielen 1972 trat er für Israel als Gewichtheber an.

## Werdegang
Berger studierte von 1962 bis 1966 an der Tulane University Psychologie, wobei er sich sowohl als Student als auch als Gewichtheber auszeichnete. In seinem dritten Studienjahr wurde er NCAA-Meister in der 148-Pfund-Klasse. Er erwarb einen Master-Grad in Betriebswirtschaftslehre an der Columbia University und promovierte anschließend in Jura. Gleichzeitig widmete er sich intensiv dem Gewichtheben. In den Jahren 1965 und 1969 nahm er an der Makkabiade teil. Hatte Berger bei seiner ersten Teilnahme Bronze gewonnen, so gewann er 1969 eine Goldmedaille. 1970 wanderte er nach Israel aus, wo er sich mit einer israelischen Studentin verlobte. Er wollte nach Ableistung seines obligatorischen Militärdienstes als Anwalt in Tel Aviv arbeiten. 1971 gewann er die Silbermedaille bei den Asienmeisterschaften.
1972 wurde er in die israelische Olympiamannschaft aufgenommen. Er schied früh im Wettbewerb aus, blieb aber in München, um seine Kameraden zu unterstützen. Er wurde mit zehn seiner Mannschaftskollegen von Terroristen als Geisel genommen. Als einzige Geisel starb er nicht an Schussverletzungen, sondern an den Folgen einer Rauchvergiftung, die eine Nachwirkung der Handgranate war, die von den Terroristen in Fürstenfeldbruck gezündet wurde.
Während seine Kameraden in Israel beigesetzt wurden, brachte eine US-Air-Force-Maschine Bergers Leichnam in die USA, wo er in seiner Heimatstadt Shaker Heights beerdigt wurde.

## Sonstiges
Die Ereignisse um die Geiselnahme von München wurde in verschiedenen Filmen thematisiert. Das David Berger National Memorial wurde 1975 zum Gedenken an David Mark Berger errichtet.